# ميجين ميميلي
ميجين ميميلي (بالألبانية: Migen Memelli‏) (25 أبريل 1980 بكورتشي في ألبانيا - ) هو لاعب كرة قدم ألباني في مركز الهجوم. شارك مع منتخب ألبانيا تحت 21 سنة لكرة القدم ومنتخب ألبانيا لكرة القدم. أما مع النوادي، فقد لعب مع بارتيزاني تيرانا ونادي التعاون ونادي الفيصلي ونادي بران ونادي تيرانا ونادي تيوتا دورس ونادي سكندربيو كورتشه ونادي فلامورتاري فلوره ونادي لاتشي وKF Kastrioti Krujë ‏ وغايس غوتنبرغ وKF Elbasani ‏.

## وصلات خارجية
- ميجين ميميلي على موقع الاتحاد الدولي (مؤرشف)  (الإنجليزية)
- ميجين ميميلي على موقع الاتحاد الأوربي (الإنجليزية)
- ميجين ميميلي على موقع قاعدة بيانات كرة القدم.إي يو (الإنجليزية)
- ميجين ميميلي على موقع ناشيونال فوتبول تيمز (الإنجليزية)
- ميجين ميميلي على موقع Soccerway.com (الإنجليزية)